# Thelaira sumatrana
Thelaira sumatrana är en tvåvingeart som beskrevs av Townsend 1927. Thelaira sumatrana ingår i släktet Thelaira och familjen parasitflugor. Inga underarter finns listade i Catalogue of Life.